# كأس البرازيل 1997
كأس البرازيل 1997 هو الموسم 9 من كأس البرازيل. أقيم خلال الفترة 18 فبراير 1997 وحتى 22 مايو 1997، وأشرف على تنظيمه اتحاد البرازيل لكرة القدم، وكان عدد الأندية المشاركة فيه 44، وفاز فيه غريميو بورتو أليغرينزي.